# 保罗·亨利·费舍尔
保罗·亨利·费舍尔（法語：Paul Henri Fischer，1835年7月7日—1893年11月29日）是法国医生、动物学家和古生物学家，1886年担任法国动物学会会长。他通常被称为保罗·费舍尔。

## 生平
费舍尔1835年出生于法国巴黎，拥有科学和医学双博士学位，曾担任巴黎国家自然历史博物馆的古生物学助理。1872年被任命为助理博物学家。从1856年开始，他与 A·C·贝尔纳迪共同担任《海螺学杂志》（Journal de Conchyliologie）的联合编辑。他曾担任多届法国地质学会和法国动物学会的主席。1880年任海底疏浚委员会委员。